# Grand Prix Meksyku 2016
Grand Prix Meksyku 2016 (oficjalnie Formula 1 Gran Premio de México 2016) – dziewiętnasta eliminacja Mistrzostw Świata Formuły 1 w sezonie 2016. Grand Prix odbyło się w dniach 28–30 października 2016 roku na torze Autódromo Hermanos Rodríguez w mieście Meksyk.

## Lista startowa
Źródło: Wyprzedź Mnie!
| Nr | Kierowca          | Zespół                        | Samochód               | Silnik                         | Opony |
| -- | ----------------- | ----------------------------- | ---------------------- | ------------------------------ | ----- |
| 3  | Daniel Ricciardo  | Red Bull Racing               | Red Bull RB12          | TAG Heuer 1.6T V6              | P     |
| 5  | Sebastian Vettel  | Scuderia Ferrari              | Ferrari SF16-H         | Ferrari 059/5 1.6T V6          | P     |
| 6  | Nico Rosberg      | Mercedes AMG Petronas F1 Team | Mercedes F1 W07 Hybrid | Mercedes PU106C Hybrid 1.6T V6 | P     |
| 7  | Kimi Räikkönen    | Scuderia Ferrari              | Ferrari SF16-H         | Ferrari 059/5 1.6T V6          | P     |
| 8  | Romain Grosjean   | Haas F1 Team                  | Haas VF-16             | Ferrari 059/5 1.6T V6          | P     |
| 9  | Marcus Ericsson   | Sauber F1 Team                | Sauber C35             | Ferrari 059/5 1.6T V6          | P     |
| 11 | Sergio Pérez      | Sahara Force India F1 Team    | Force India VJM09      | Mercedes PU106C Hybrid 1.6T V6 | P     |
| 12 | Felipe Nasr       | Sauber F1 Team                | Sauber C35             | Ferrari 059/5 1.6T V6          | P     |
| 14 | Fernando Alonso   | McLaren Honda                 | McLaren MP4-31         | Honda RA616H 1.6T V6           | P     |
| 19 | Felipe Massa      | Williams Martini Racing       | Williams FW38          | Mercedes PU106C Hybrid 1.6T V6 | P     |
| 20 | Kevin Magnussen   | Renault Sport Formula 1 Team  | Renault R.S.16         | Renault RE16 1.6T V6           | P     |
| 21 | Esteban Gutiérrez | Haas F1 Team                  | Haas VF-16             | Ferrari 059/5 1.6T V6          | P     |
| 22 | Jenson Button     | McLaren Honda                 | McLaren MP4-31         | Honda RA616H 1.6T V6           | P     |
| 26 | Daniił Kwiat      | Scuderia Toro Rosso           | Toro Rosso STR11       | Ferrari 059/4 1.6T V6          | P     |
| 27 | Nico Hülkenberg   | Sahara Force India F1 Team    | Force India VJM09      | Mercedes PU106C Hybrid 1.6T V6 | P     |
| 30 | Jolyon Palmer     | Renault Sport Formula 1 Team  | Renault R.S.16         | Renault RE2016 1.6T V6         | P     |
| 31 | Esteban Ocon      | Manor Racing MRT              | Manor MRT05            | Mercedes PU106C Hybrid 1.6T V6 | P     |
| 33 | Max Verstappen    | Red Bull Racing               | Red Bull RB12          | TAG Heuer 1.6T V6              | P     |
| 44 | Lewis Hamilton    | Mercedes AMG Petronas F1 Team | Mercedes F1 W07 Hybrid | Mercedes PU106C Hybrid 1.6T V6 | P     |
| 55 | Carlos Sainz Jr.  | Scuderia Toro Rosso           | Toro Rosso STR11       | Ferrari 059/4 1.6T V6          | P     |
| 77 | Valtteri Bottas   | Williams Martini Racing       | Williams FW37          | Mercedes PU106C Hybrid 1.6T V6 | P     |
| 94 | Pascal Wehrlein   | Manor Racing MRT              | Manor MRT05            | Mercedes PU106C Hybrid 1.6T V6 | P     |
| Nr | Kierowca          | Zespół                        | Samochód               | Silnik                         | Opony |

## Wyniki

### Sesje treningowe
Źródło: Wyprzedź Mnie!
| Sesja | Nr | Kierowca         | Konstruktor | Czas     | Okr. |
| ----- | -- | ---------------- | ----------- | -------- | ---- |
| 1     | 44 | Lewis Hamilton   | Mercedes    | 1:20,914 | 34   |
| 2     | 5  | Sebastian Vettel | Ferrari     | 1:19,790 | 47   |
| 3     | 33 | Max Verstappen   | Red Bull    | 1:19,137 | 16   |

### Kwalifikacje
Źródło: Wyprzedź Mnie!
| Poz. | Nr | Kierowca          | Konstruktor          | Q1       | Q2       | Q3       | Poz. s. |
| --- | --- | ----------------- | -------------------- | -------- | -------- | -------- | ------- |
| 1 | 44 | Lewis Hamilton    | Mercedes             | 1:19,447 | 1:19,137 | 1:18,704 | 1       |
| 2 | 6 | Nico Rosberg      | Mercedes             | 1:19,996 | 1:19,761 | 1:18,958 | 2       |
| 3 | 33 | Max Verstappen    | Red Bull–TAG Heuer   | 1:19,874 | 1:18,972 | 1:19,054 | 3       |
| 4 | 3 | Daniel Ricciardo  | Red Bull–TAG Heuer   | 1:19,713 | 1:19,553 | 1:19,133 | 4       |
| 5 | 27 | Nico Hülkenberg   | Force India–Mercedes | 1:20,599 | 1:19,769 | 1:19,330 | 5       |
| 6 | 7 | Kimi Räikkönen    | Ferrari              | 1:19,554 | 1:19,936 | 1:19,376 | 6       |
| 7 | 5 | Sebastian Vettel  | Ferrari              | 1:19,865 | 1:19,385 | 1:19,381 | 7       |
| 8 | 77 | Valtteri Bottas   | Williams–Mercedes    | 1:20,338 | 1:19,958 | 1:19,551 | 8       |
| 9 | 19 | Felipe Massa      | Williams–Mercedes    | 1:20,423 | 1:20,151 | 1:20,032 | 9       |
| 10 | 55 | Carlos Sainz Jr.  | Toro Rosso–Ferrari   | 1:20,457 | 1:20,169 | 1:20,378 | 10      |
| 11 | 14 | Fernando Alonso   | McLaren–Honda        | 1:20,552 | 1:20,282 | –        | 11      |
| 12 | 11 | Sergio Pérez      | Force India–Mercedes | 1:20,308 | 1:20,287 | –        | 12      |
| 13 | 22 | Jenson Button     | McLaren–Honda        | 1:21,333 | 1:20,673 | –        | 13      |
| 14 | 20 | Kevin Magnussen   | Renault              | 1:21,254 | 1:21,131 | –        | 14      |
| 15 | 9 | Marcus Ericsson   | Sauber–Ferrari       | 1:21,062 | 1:21,536 | –        | 15      |
| 16 | 94 | Pascal Wehrlein   | MRT–Mercedes         | 1:21,363 | 1:21,785 | –        | 16      |
| 17 | 21 | Esteban Gutiérrez | Haas–Ferrari         | 1:21,401 | –        | –        | 17      |
| 18 | 26 | Daniił Kwiat      | Toro Rosso–Ferrari   | 1:21,454 | –        | –        | 18      |
| 19 | 12 | Felipe Nasr       | Sauber–Ferrari       | 1:21,692 | –        | –        | 19      |
| 20 | 31 | Esteban Ocon      | MRT–Mercedes         | 1:21,881 | –        | –        | 20      |
| 21 | 8 | Romain Grosjean   | Haas–Ferrari         | 1:21,916 | –        | –        | PIT     |
| Nie wystartowali / niedopuszczeni do ponownego startu | |                   |                      |          |          |          |         |
| | 30 | Jolyon Palmer     | Renault              | –        | –        | –        | 21      |
| Poz. | Nr | Kierowca          | Konstruktor          | Q1       | Q2       | Q3       | Poz. s. |
| \| Legenda \| Legenda \| \| ------------------------ \| ---------------------------------------------------------------------------------------------------------------------------------------------------------------------------------------------------------------------------------------------------------------- \| \| Poz. Nr Q1 Q2 Q3 Poz. s. \| Pozycja zajęta w sesji kwalifikacyjnej Numer startowy kierowcy Wynik uzyskany w pierwszej części kwalifikacji Wynik uzyskany w drugiej części kwalifikacji Wynik uzyskany w trzeciej części kwalifikacji Pozycja startowa po uwzględnięniu kar, przesunięć, itp. \| | |                   |                      |          |          |          |         |
| Legenda | |                   |                      |          |          |          |         |
| Poz. Nr Q1 Q2 Q3 Poz. s. | Pozycja zajęta w sesji kwalifikacyjnej Numer startowy kierowcy Wynik uzyskany w pierwszej części kwalifikacji Wynik uzyskany w drugiej części kwalifikacji Wynik uzyskany w trzeciej części kwalifikacji Pozycja startowa po uwzględnięniu kar, przesunięć, itp. |                   |                      |          |          |          |         |

### Wyścig
Źródło: Wyprzedź Mnie!
| P                 | + / –     | Nr | Kierowca          | Konstruktor          | Okr. | Czas / Strata | Komentarz         |
| ----------------- | --------- | -- | ----------------- | -------------------- | ---- | ------------- | ----------------- |
| 1                 | Bez zmian | 44 | Lewis Hamilton    | Mercedes             | 71   | 1:40:31,402   |                   |
| 2                 | Bez zmian | 6  | Nico Rosberg      | Mercedes             | 71   | +0:08,354     |                   |
| 3                 | 1         | 3  | Daniel Ricciardo  | Red Bull–TAG Heuer   | 71   | +0:20,858     |                   |
| 4                 | 1         | 33 | Max Verstappen    | Red Bull–TAG Heuer   | 71   | +0:21,323     | [ b ]             |
| 5                 | 2         | 5  | Sebastian Vettel  | Ferrari              | 71   | +0:27,313     | [ c ]             |
| 6                 | Bez zmian | 7  | Kimi Räikkönen    | Ferrari              | 71   | +0:49,376     |                   |
| 7                 | 2         | 27 | Nico Hülkenberg   | Force India–Mercedes | 71   | +0:58,891     |                   |
| 8                 | Bez zmian | 77 | Valtteri Bottas   | Williams–Mercedes    | 71   | +1:05,612     |                   |
| 9                 | Bez zmian | 19 | Felipe Massa      | Williams–Mercedes    | 71   | +1:16,206     |                   |
| 10                | 2         | 11 | Sergio Pérez      | Force India–Mercedes | 71   | +1:16,798     |                   |
| 11                | 4         | 9  | Marcus Ericsson   | Sauber–Ferrari       | 70   | +1 okr.       |                   |
| 12                | 1         | 22 | Jenson Button     | McLaren–Honda        | 70   | +1 okr.       |                   |
| 13                | 2         | 14 | Fernando Alonso   | McLaren–Honda        | 70   | +1 okr.       |                   |
| 14                | 7         | 30 | Jolyon Palmer     | Renault              | 70   | +1 okr.       |                   |
| 15                | 4         | 12 | Felipe Nasr       | Sauber–Ferrari       | 70   | +1 okr.       |                   |
| 16                | 6         | 55 | Carlos Sainz Jr.  | Toro Rosso–Ferrari   | 70   | +1 okr.       | [ d ]             |
| 17                | 3         | 20 | Kevin Magnussen   | Renault              | 70   | +1 okr.       |                   |
| 18                | Bez zmian | 26 | Daniił Kwiat      | Toro Rosso–Ferrari   | 70   | +1 okr.       | [ b ]             |
| 19                | 2         | 21 | Esteban Gutiérrez | Haas–Ferrari         | 70   | +1 okr.       |                   |
| 20                | 2         | 8  | Romain Grosjean   | Haas–Ferrari         | 70   | +1 okr.       |                   |
| 21                | 1         | 31 | Esteban Ocon      | MRT–Mercedes         | 69   | +2 okr.       |                   |
| Niesklasyfikowani |           |    |                   |                      |      |               |                   |
|                   |           | 94 | Pascal Wehrlein   | MRT–Mercedes         | 0    | +71 okr.      | kolizja na 1 okr. |
| P                 | + / –     | Nr | Kierowca          | Konstruktor          | Okr. | Czas / Strata | Komentarz         |

### Najszybsze okrążenie
Źródło: Wyprzedź Mnie!
| Nr | Kierowca         | Konstruktor        | Czas     | Okr. |
| -- | ---------------- | ------------------ | -------- | ---- |
| 3  | Daniel Ricciardo | Red Bull–TAG Heuer | 1:21,134 | 53   |

## Prowadzenie w wyścigu
Źródło: Racing–Reference.info
| Nr                              | Kierowca         | Okrążenia   | Suma |
| ------------------------------- | ---------------- | ----------- | ---- |
| 44                              | Lewis Hamilton   | 1-16, 31-71 | 56   |
| 5                               | Sebastian Vettel | 19-31       | 12   |
| 6                               | Nico Rosberg     | 16-19       | 3    |
| \| Wykres \| \| ------ \| \| \| |                  |             |      |
| Wykres                          |                  |             |      |
|                                 |                  |             |      |

## Klasyfikacja po zakończeniu wyścigu

### Kierowcy
| P  | +/− | Kierowca          | Starty | Punkty | P1 | P2 | P3 | PP | NO | NS |
| -- | --- | ----------------- | ------ | ------ | -- | -- | -- | -- | -- | -- |
| 1  | 0   | Nico Rosberg      | 19     | 349    | 9  | 3  | 2  | 8  | 6  | 1  |
| 2  | 0   | Lewis Hamilton    | 19     | 330    | 8  | 3  | 4  | 10 | 3  | 2  |
| 3  | 0   | Daniel Ricciardo  | 19     | 242    | 1  | 4  | 3  | 1  | 4  | –  |
| 4  | 0   | Sebastian Vettel  | 18     | 187    | –  | 3  | 3  | –  | 2  | 3  |
| 5  | 0   | Kimi Räikkönen    | 19     | 178    | –  | 2  | 2  | –  | 1  | 3  |
| 6  | 0   | Max Verstappen    | 19     | 177    | 1  | 4  | 1  | –  | –  | 3  |
| 7  | 0   | Sergio Pérez      | 19     | 85     | –  | –  | 2  | –  | –  | –  |
| 8  | 0   | Valtteri Bottas   | 19     | 85     | –  | –  | 1  | –  | –  | 1  |
| 9  | 0   | Nico Hülkenberg   | 19     | 60     | –  | –  | –  | –  | 1  | 4  |
| 10 | 0   | Fernando Alonso   | 18     | 52     | –  | –  | –  | –  | 1  | 3  |
| 11 | 0   | Felipe Massa      | 19     | 51     | –  | –  | –  | –  | –  | 2  |
| 12 | 0   | Carlos Sainz Jr.  | 19     | 38     | –  | –  | –  | –  | –  | 3  |
| 13 | 0   | Romain Grosjean   | 18     | 29     | –  | –  | –  | –  | –  | 3  |
| 14 | 0   | Daniił Kwiat      | 18     | 25     | –  | –  | 1  | –  | 1  | 4  |
| 15 | 0   | Jenson Button     | 19     | 21     | –  | –  | –  | –  | –  | 5  |
| 16 | 0   | Kevin Magnussen   | 19     | 7      | –  | –  | –  | –  | –  | 3  |
| 17 | 0   | Jolyon Palmer     | 18     | 1      | –  | –  | –  | –  | –  | 4  |
| 18 | 0   | Pascal Wehrlein   | 19     | 1      | –  | –  | –  | –  | –  | 5  |
| 19 | 0   | Stoffel Vandoorne | 1      | 1      | –  | –  | –  | –  | –  | –  |
| 20 | 0   | Esteban Gutiérrez | 19     | 0      | –  | –  | –  | –  | –  | 4  |
| 21 | 0   | Marcus Ericsson   | 19     | 0      | –  | –  | –  | –  | –  | 4  |
| 22 | 0   | Felipe Nasr       | 19     | 0      | –  | –  | –  | –  | –  | 4  |
| 23 | 0   | Rio Haryanto      | 12     | 0      | –  | –  | –  | –  | –  | 3  |
| 24 | 0   | Esteban Ocon      | 7      | 0      | –  | –  | –  | –  | –  | –  |
| P  | +/− | Kierowca          | Starty | Punkty | P1 | P2 | P3 | PP | NO | NS |

### Konstruktorzy
| P  | +/− | Konstruktor               | Starty | Punkty | P1 | P2 | P3 | PP | NO | NS |
| -- | --- | ------------------------- | ------ | ------ | -- | -- | -- | -- | -- | -- |
| 1  | 0   | Mercedes                  | 38     | 679    | 17 | 6  | 6  | 18 | 9  | 3  |
| 2  | 0   | Red Bull Racing TAG Heuer | 37     | 427    | 2  | 8  | 5  | 1  | 4  | 2  |
| 3  | 0   | Ferrari                   | 37     | 365    | –  | 5  | 5  | –  | 3  | 6  |
| 4  | 0   | Force India Mercedes      | 38     | 145    | –  | –  | 2  | –  | 1  | 4  |
| 5  | 0   | Williams Mercedes         | 38     | 136    | –  | –  | 1  | –  | –  | 3  |
| 6  | 0   | McLaren Honda             | 38     | 74     | –  | –  | –  | –  | 1  | 8  |
| 7  | 0   | Toro Rosso Ferrari        | 38     | 55     | –  | –  | –  | –  | 1  | 8  |
| 8  | 0   | Haas Ferrari              | 37     | 29     | –  | –  | –  | –  | –  | 7  |
| 9  | 0   | Renault                   | 37     | 8      | –  | –  | –  | –  | –  | 7  |
| 10 | 0   | MRT Mercedes              | 38     | 1      | –  | –  | –  | –  | –  | 8  |
| 11 | 0   | Sauber Ferrari            | 38     | 0      | –  | –  | –  | –  | –  | 8  |
| P  | +/− | Kierowca                  | Starty | Punkty | P1 | P2 | P3 | PP | NO | NS |